# Tabașka, Gabrovo
Tabașka (în bulgară Табашка) este un sat în comuna Sevlievo, regiunea Gabrovo,  Bulgaria. 

## Demografie
Componența etnică a satului Tabașka
     Bulgari (96,61%)
     Nicio identificare (3,38%)
     Altele (0%)
La recensământul din 2011, populația satului Tabașka era de 59 locuitori. Din punct de vedere etnic, majoritatea locuitorilor (96,61%) erau bulgari. Pentru 3,38% din locuitori nu este cunoscută apartenența etnică.